# Międzynarodowy Festiwal Filmowy w Cartagena de Indias
Międzynarodowy Festiwal Filmowy w Cartagena de Indias (hiszp.: Festival Internacional de Cine de Cartagena de Indias) - festiwal filmowy odbywający się corocznie w kolumbijskim mieście Cartagena de Indias. Festiwal odbywa się od 1960 roku, jest najstarszym tego typu wydarzeniem w Ameryce Łacińskiej. Specjalizuje się w kinie iberoamerykańskim.

## Historia

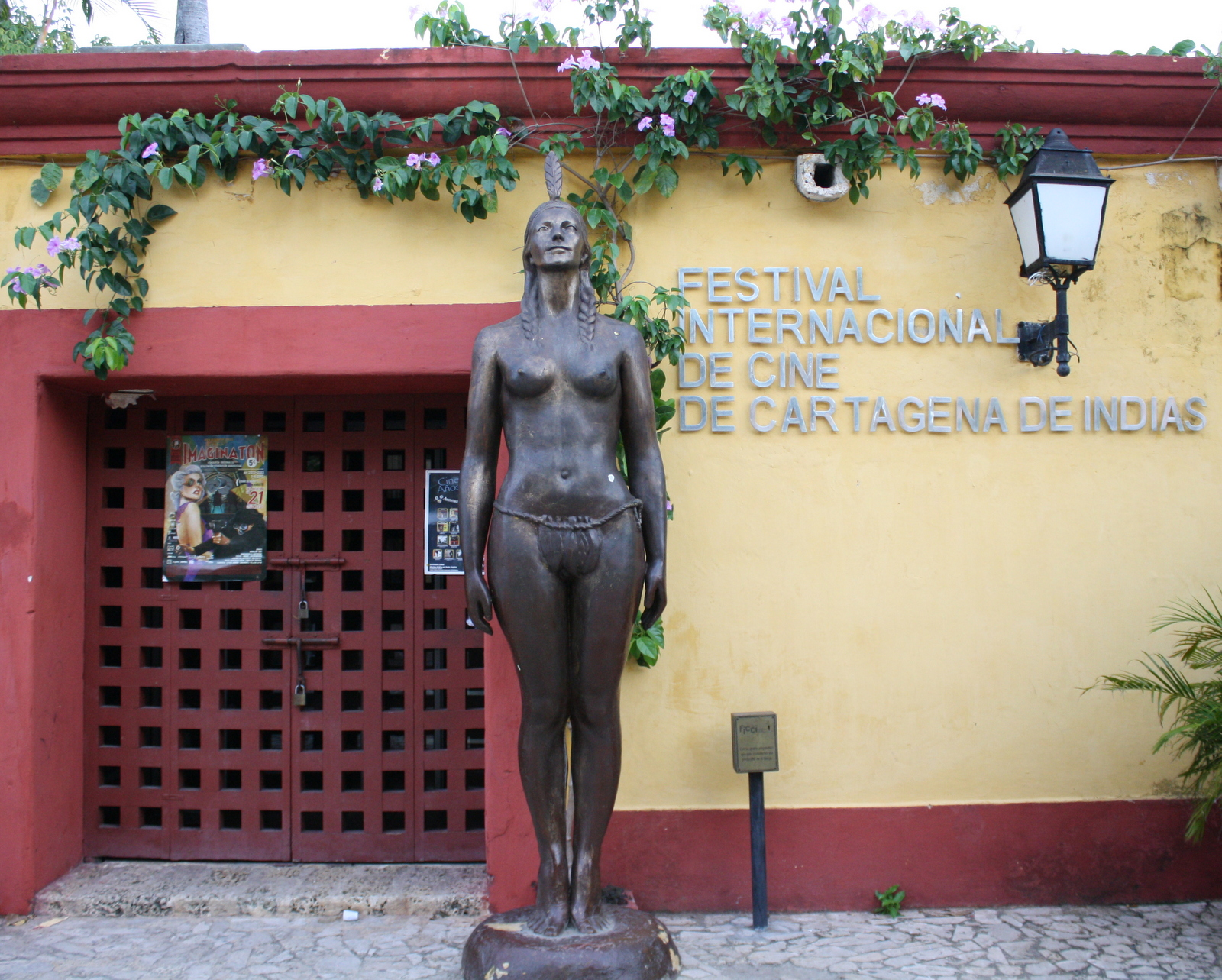
Międzynarodowy festiwal filmowy w Cartagenie

Historia festiwali filmowych w Ameryce Łacińskiej sięga roku 1954, kiedy w Urugwaju odbył się pierwszy pokaz. Jednak to rok 1960 i miasto Cartagena uznaje się za narodziny festiwali filmowych w tej części świata.
W XX wieku Cartagena miała fundamentalne znaczenie dla rozwoju kolumbijskiego kina i kultury. Twórcą festiwalu był Victor Nieto. W 1959 roku wraz z grupą osób związanych z lokalnym światem kultury nawiązał kontakty z Międzynarodową Federacją Producentów Filmowych w celu zorganizowania w mieście festiwalu filmowego. Pierwsza edycja festiwalu odbyła się w 1960 roku w Cartageńskim teatrze. Festiwal odbywa się co roku w lutym lub marcu.

## Cine en los barrios
Od lat dziewięćdziesiątych częścią festiwalu jest wydarzenie pod nazwą "Cine en los barrios". W ramach którego odbywają się projekcje filmów w przestrzeni publicznej miasta Cartagena i departamentu Bolívar. Filmy wyświetlane są w szpitalach, więzieniach, bibliotekach, szkołach oraz na ulicach w ubogich dzielnicach.  